# Anthony Civarelli
Anthony Civarelli (New York, 13 december 1969) is een Amerikaans zanger die vooral bekend is van de Gorilla Biscuits. Na zijn tijd bij de Gorilla Biscuits, richtte hij de hardcorepunkband CIV op, waarbij CIV staat voor Civarelli. Hij zong in deze band van 1994 tot 2000. Toen de Gorilla Biscuits in 2006 weer bij elkaar kwamen, was Civarelli eveneens weer van de partij.
Civarelli staat bekend om zijn veganistische leefstijl.
In 2016 kwam Civarelli in opspraak naar aanleiding van een opmerking tijdens het This Is Hardcore fest, wat plaatsvond van 4 t/m 7 augustus 2016 in Philadelphia (Pennsylvania):
“In 2016, people still have to wear shirts that say ‘Black Lives Matter.’ No shit. Brown, white, yellow, black, we all fucking matter. Everybody here matters. Do not let the media, schools, institutions, influence you. We are one family, one people.”
Dit werd echter door veel hardcorepunkfans verkeerd opgevat, zelfs tot racisme aan toe. Civarelli verklaarde later dat hij gewoon bedoelde dat iedereen gelijk is en dat hij zijn uitspraak misschien wat beter had moeten toelichten. Ook zijn de muzieknummers van Gorilla Biscuits vaak anti-racistisch en zou een nadere uitleg dus eigenlijk niet nodig moeten zijn.
Naast zijn muziekcarrière heeft Civarelli een tattooshop.

## Discografie (albums)

### Gorilla Biscuits
- 1989 Start Today lp/cd (album) - Revelation Records[4]

### CIV
- 1995 Set Your Goals lp/cd (album) - Revelation Records[5]
- 1998 Thirteen Day Getaway lp/cd (album) - Atlantic Records
- 2009 Solid Bond: The Complete Discography cd (verzamelalbum) - Equal Vision Records